# Williams-Kliff
Das Williams-Kliff ist ein markantes Felsenkliff auf der antarktischen Ross-Insel. Es ragt 10 km östlich des Kap Barne aus den vereisten südwestlichen Hängen des Mount Erebus auf.
Teilnehmer der Terra-Nova-Expedition (1910–1913) unter der Leitung des britischen Polarforschers Robert Falcon Scott kartierten es und benannten es profan als Bold Cliff (englisch für Wuchtiges Kliff). Das Advisory Committee on Antarctic Names benannte es hingegen 1964 nach Richard Thomas Williams (1933–1956) von der United States Navy, der am 6. Januar 1956 im Zuge der ersten Operation Deep Freeze ums Leben gekommen war, nachdem das von ihm gefahrene und 28 Tonnen schwere Kettenfahrzeug der Firma Caterpillar durch eine zu dünne Eisdecke auf dem McMurdo-Sund gebrochen war.